# Burgruine Roßstein
Die Burgruine Roßstein ist eine ehemalige spätmittelalterliche Adelsburg über dem Weiler Spieshof im oberpfälzischen Markt Hohenburg im Landkreis Amberg-Sulzbach in Bayern, Deutschland. Die vom bayerischen Landesamt für Denkmalpflege als Bau- und Bodendenkmal erfasste Ruine trägt die Denkmalnummer D-3-71-129-64. Ebenso ist sie unter der Aktennummer D-3-71-129-64 als denkmalgeschütztes Baudenkmal von Spieshof verzeichnet.
Die Ruine der Spornburg ist jederzeit frei zugänglich.

## Geografische Lage
Die Burgruine befindet sich im östlichen Bereich der Fränkischen Alb im Naturpark Hirschwald, etwa 200 Meter südlich von Spieshof oder 5.650 Meter ostnordöstlich der katholischen Pfarrkirche Sankt Jakobus in Hohenburg auf einem in das Tal des Lauterach-Zuflusses Taubenbach nach Nordwesten vorspringenden Bergsporn auf 453 m ü. NN.

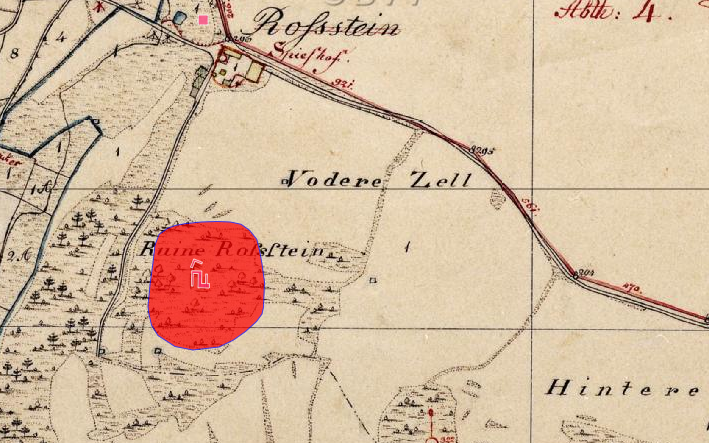
Lageplan von Burgruine Roßstein auf dem Urkataster von Bayern

In der Nähe befinden sich noch weitere ehemalige mittelalterliche Burgen, in südwestlicher Richtung liegt die Burgruine Hohenburg, in nordöstlicher Richtung ein Burgstall auf dem Schlossberg bei dem Markt Rieden, und vermutlich ein weiterer Burgstall nördlich von Vilshofen.

## Geschichte
Über die Entstehungszeit und den Erbauer der Burg Roßstein liegen bis heute keine genauen Erkenntnisse vor, möglicherweise erbaute Konrad Erlheimer (Chunrad der Oerlheimer) vor 1331 auf seinem Eigen die Burg. Er nannte sich nachweislich ab dem Jahr 1331 erstmals nach der Burg Roßstein.
Der Name der Burg stammt vom Althochdeutschen „hros“ als allgemeine Bezeichnung für das Pferd, das sich aber im mittelhochdeutschen zu „ros“ für das Streitross der Ritter wandelte. Das Grundwort -stein ist als „Burg aus Stein“ zu verstehen.
Roßstein ist daher ein eher jüngerer Burgenname, der die Symbole der ritterlichen Tugenden zeigt.
Die Aufgabe der Burg Roßstein könnte darin bestanden haben, eine Kreuzung zweier Altstraßen, nämlich einmal der Eisenstraße, die das
Vilstal mit Amberg verband, und der sogenannten Alten Straße, die von Hohenburg über Rieden nach Schwandorf führte, zu überwachen. Eine zweite Aufgabe könnte auch die Sicherung der Grenze zwischen der Regensburger Herrschaft Hohenburg, der Pfalz und Bayern gewesen sein.
Um 1357 kam die Burg dann als Heiratsgut an den Ritter „Rüdiger von Punzinger“, er wurde pfalzgräflicher Pfleger in Hohenfels. Sein Bruder Georg stand in Streit mit dem Pfalzgrafen Ruprecht und der Stadt Regensburg, weil er auf seiner Burg Roßstein „schedliche Lewte“ aufgenommen hatte, die pfalzgräfliche und Regensburger Kaufleute überfielen und ausraubten. 1411 wurde die Burg von den Regensburgen auf Grund dieser Fehde zwischen den Punzingern und Regensburg in Brand gesteckt. Die Burg Roßstein wurde anscheinend dabei schwer beschädigt, denn Andreas Punzinger musste sie anschließend grundlegend erneuern.
Die Herren von Roßstein verloren aber einige Jahre danach ihr Interesse an der abgelegenen Burg, da sie wichtige Ämter als Pfleger bei Heinburg, Hofmeister bei Herzog Johann in Amberg und Vormund seines Sohnes Christoph innehatten. 1447 erwarben sie außerdem die Hofmark Allersburg. Sie bezeichneten sich noch 1480 mit „auf dem Taubenbach“, vermutlich hatten sie sich im Tal einen bequemeren Sitz erbaut. Danach, um 1499 nannten sie sich dann nach Allersburg.
Nach dem Tod von Mathes Punzinger fiel die Burg Roßstein nach 1490 an die Kurpfalz, sie ließ die Burg von einem Förster bis 1550 bewirtschaften.
Im gleichen Jahr brannte die Burg durch Leichtsinn nieder, der 1563 als Verwalter eingesetzte Lienhard Spieß erneuerte sie aber nicht, sondern benutzte die Burg als Steinbruch zum Bau des heutigen Spieshofes unten am Taubenbach.
Der Chronist Christoph Vogel bezeichnete die Burg Roßstein im Jahr 1600 als „Ein Alt Zerbrochen Burckhstall ausser der Grenitz [heißt: des Amtes Burglengenfeld] im Amt Rieden“.
Heute ist die Stelle der ehemaligen Burg dicht mit Wald bewachsen, erhalten hat sich nur noch die Ruine des Wohnturmes und weitere Mauerreste der Hauptburg, von der Vorburg zeugen nur noch Wälle und Gräben der einstigen Gebäude.

## Beschreibung der Burgruine
Die Ruine liegt auf einem nach Nordwesten in das Tauberbach vorspringenden Felsen, der nach drei Seiten steil abfällt. Nach Süden, wo der Sporn eine Anbindung an die Hochfläche besitzt, riegelt ein tiefer, in den Fels gehauener Halsgraben die Anlage gegen das Hinterland ab. Diesem sind zusätzlich zwei Steinwälle vorgelagert.
Die Burg bestand aus einem turmartigen Wohnbau (Palas), an den sich ein Wirtschaftstrakt anschloss. Von dem Wohnbau fehlt die Südfassade ganz. Die anderen Mauern mit ihren Balkenlöchern zeigen, dass das Gebäude drei Geschosse besaß. Das Gebäude ist im Westteil mit einem Tonnengewölbe unterkellert. An der Nordseite befindet sich auf der Höhe des ersten Stocks eine Türöffnung, die zu einem Erker führte. Der ostseitige Anbau erhebt sich unmittelbar über dem  Burggraben. Seine Südwand hat eine Stärke von 1,6 m; da sie fensterlos ist, mutet sie wie eine Schildmauer an. An der Nordseite verlief an der Felskante eine Umfassungsmauer, deren untere Steinlagen zum Teil noch erhalten sind. Diese schloss auch einen halbrunden Schalenturm ein, der auf dem Felsenvorsprung hinter dem Wohnbau stand. Am Fuß der Bergfelsens sind noch Reste von Mauerzügen zu erkennen, die in Zusammenhang mit der Wehranlage stehen.
Das Mauerwerk der Burg besteht aus Dolomitbrocken und Kalkmörtel, die Ecken sind aus Quadersteinen errichtet, welche auf eine Errichtung in gotischer Zeit schließen lassen. Stellenweise sind Bauteile aus Buckelquadern erhalten, die auf einen Vorgängerbau aus romanischer Zeit deuten.